# Grande Rivière de l’Anse La Raye
Der Grande Rivière de l’Anse La Raye ist ein Fluss an der Westküste der Karibikinsel St. Lucia. Er trägt den Namen des gleichnamigen Ortes und der Bucht.

## Geographie
Der Fluss entspringt im Zentrum der Insel im Gebiet des Quarters Anse-la-Raye. Er verläuft vom Morne Parasol nach Norden, bildet die Wasserfälle Anse La Raye Falls (⊙) und verläuft dann in nordwestlicher Richtung, bis er im Süden des Ortes Anse-la-Raye ans Meer kommt und in der Anse La Raye Bay ins Karibische Meer mündet. Benachbart liegen die beiden kleineren Flüsse Anse Galet River (im Süden) und Petite Rivière de l’Anse La Raye, der auf der Nordseite des Ortes in dieselbe Bucht mündet.